# Wimbledon Open 1994
Die Wimbledon Open 1994 im Badminton fanden Anfang September 1994 in London statt.

## Sieger und Platzierte
| Disziplin    | Gold                             | Silber                         | Bronze                                |
| ------------ | -------------------------------- | ------------------------------ | ------------------------------------- |
| Herreneinzel | Andrei Antropow                  | Joris van Soerland             | Peter Bush                            |
| Herreneinzel | Andrei Antropow                  | Joris van Soerland             | Peter Knowles                         |
| Dameneinzel  | Marina Yakusheva                 | Irina Yakusheva                | Tanya Woodward                        |
| Dameneinzel  | Marina Yakusheva                 | Irina Yakusheva                | Julia Mann                            |
| Herrendoppel | Andrei Antropow Nikolai Sujew    | Neil Cottrill John Quinn       | Michael Adams Dave Wright             |
| Herrendoppel | Andrei Antropow Nikolai Sujew    | Neil Cottrill John Quinn       | James Anderson Ian Pearson            |
| Damendoppel  | Irina Yakusheva Marina Yakusheva | Nichola Beck Tracy Dineen      | Georgy van Soerland Nicole van Hooren |
| Damendoppel  | Irina Yakusheva Marina Yakusheva | Nichola Beck Tracy Dineen      | Karen Peatfield Justine Willmott      |
| Mixed        | John Quinn Joanne Muggeridge     | Nikolai Sujew Marina Yakusheva | Ian Pearson Karen Chapman             |
| Mixed        | John Quinn Joanne Muggeridge     | Nikolai Sujew Marina Yakusheva | James Anderson Sarah Hardaker         |